# Titanohyrax
Il titanoirace (gen. Titanohyrax) è un mammifero estinto appartenente agli iracoidi. Visse nell'Oligocene inferiore (circa 33 - 30 milioni di anni fa) e i suoi resti fossili sono stati ritrovati in Africa. È considerato uno dei più grandi iracoidi mai vissuti.

## Descrizione

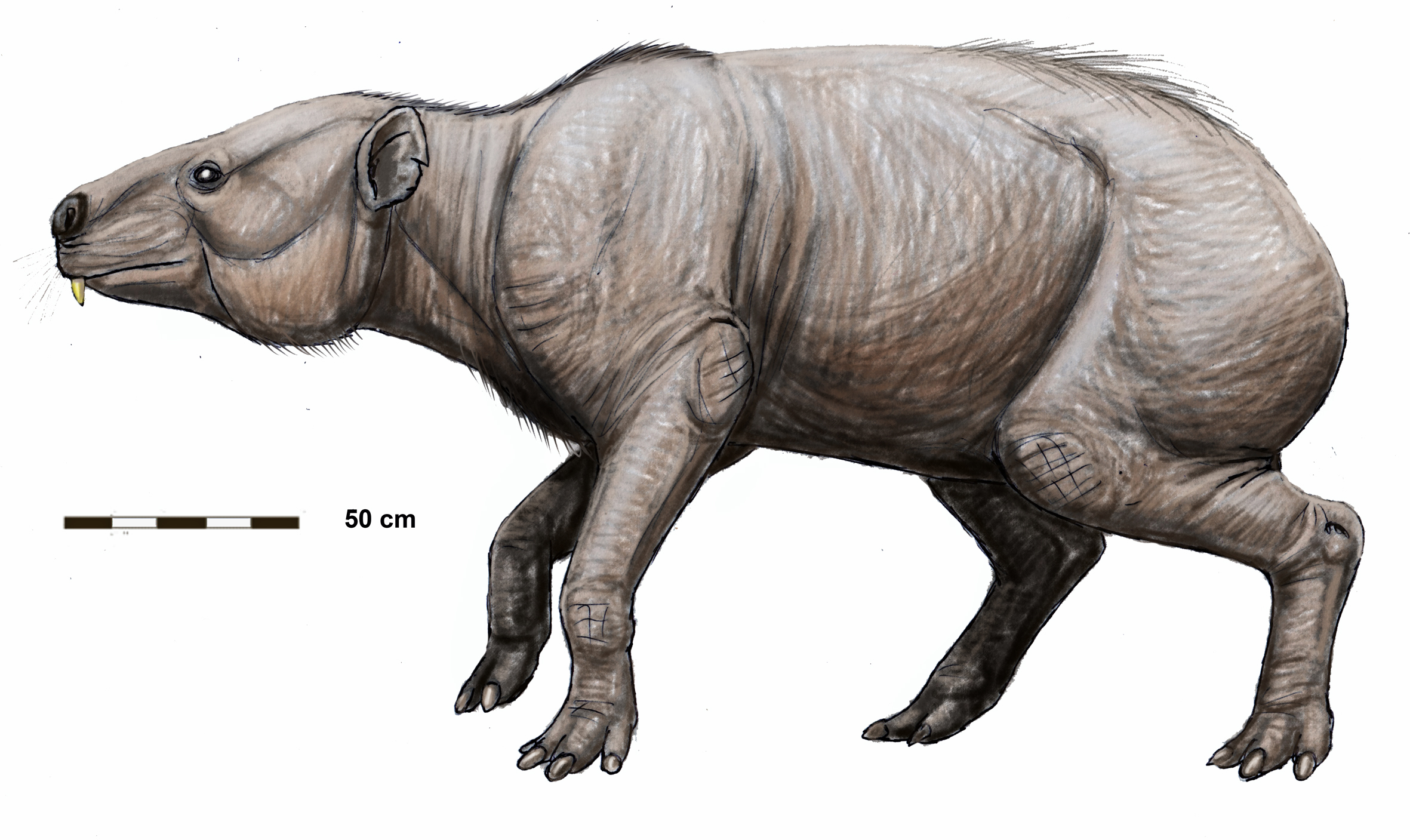
Ricostruzione di Titanohyrax

Questo animale era molto diverso dagli attuali iracoidi, in particolare per le dimensioni. I resti fossili della specie più nota (Titanohyrax andrewsi) indicano un animale grande almeno quanto un grosso tapiro, e pesante circa 650 chilogrammi. Alcuni denti fossili appartenenti alla specie T. ultimus, tuttavia, fanno ipotizzare l'esistenza di animali pesanti anche una tonnellata (Schwartz et al., 1995). 
Titanohyrax possedeva un corpo massiccio e arti piuttosto brevi e robusti. Il cranio era dotato di denti specializzati, selenodonti, con premolari molarizzati ed ectolofi ben sviluppati sui molari superiori. Queste caratteristiche si riscontrano anche in numerosi perissodattili. 

## Classificazione

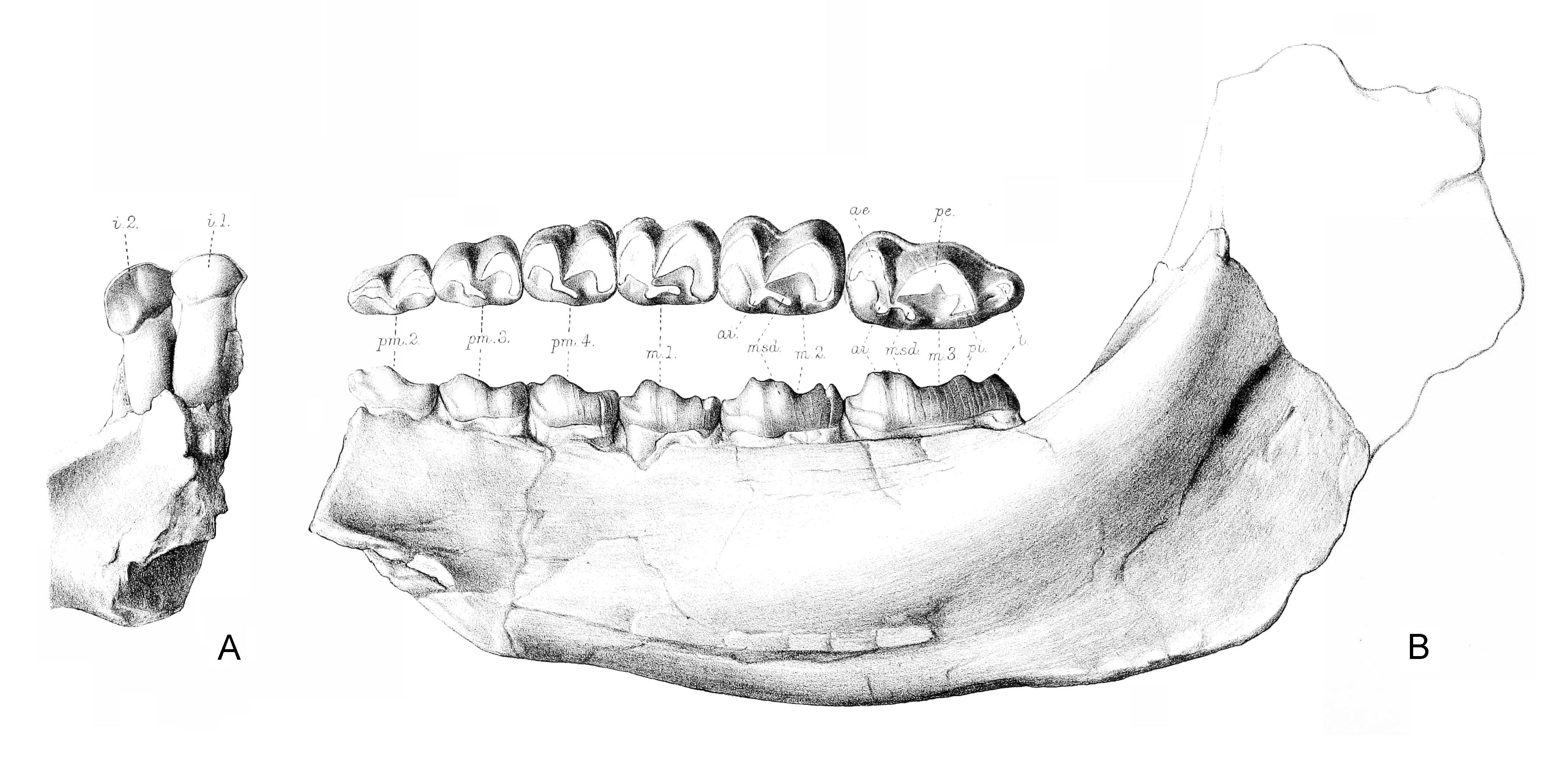
Illustrazione dei fossili di Titanohyrax andrewsi

Il genere Titanohyrax venne istituito da Matsumoto nel 1922, per accogliere una specie (T. andrewsi) precedentemente attribuita a un altro iracoide gigante, Megalohyrax. Lo studioso istituì un'altra specie, T. ultimus, per reperti estremamente frammentari ma di dimensioni eccezionali; tutti i fossili provenivano dalla zona di El Fayum, in Egitto, in terreni dell'Oligocene inferiore. Dallo stesso giacimento provengono anche i resti di un'altra specie (T. angustidens) descritta nel 1988. In terreni molto più antichi (Eocene inferiore, circa 50 milioni di anni fa) sono stati ritrovati i fossili di altri iracoidi attribuiti al genere Titanohyrax: in Algeria è noto T. mongereaui, poco conosciuta e probabilmente appartenente a un altro genere, mentre in Tunisia è stato ritrovato T. tantulus, di dimensioni molto minori rispetto alla specie tipo e considerato uno dei più antichi iracoidi noti insieme a Seggeurius. Anche questa specie, tuttavia, potrebbe non appartenere al genere Titanohyrax.
Titanohyrax fa parte di un gruppo di iracoidi estinti noti come Pliohyracidae, comprendenti numerose forme del Cenozoico africano, che conobbero un'eccezionale diversificazione nel corso dell'Oligocene. In particolare, sembra che le maggiori affinità fossero con Antilohyrax, molto più snello.

## Paleobiologia
La struttura dei molari e dei premolari, marcatamente selenodonti, indica che Titanohyrax era un animale che si cibava di foglie. La struttura massiccia indica che questo animale non era un corridore, ed è possibile che vivesse in prossimità di specchi d'acqua.